# Jon Amiel
Jon Amiel (Londres, 20 de maio de 1948) é um cineasta britânico que, desde o início de 1980, trabalha no cinema e na televisão, tanto no Reino Unido como nos Estados Unidos.

## Biografia e carreira
Amiel inicialmente frequentou a Universidade de Cambridge em uma cadeira de Literatura inglesa, enquanto se envolvia com o teatro local.
Depois de ter trabalhado como editor para a BBC, dirigiu o documentário June and Jennifer Gibbons, e foi escolhido para dirigir a minissérie The Singing Detective, pela qual foi indicado ao BAFTA. Ele fez sua estreia no cinema em 1989 com Queen of Hearts. Desde então, tem trabalhado principalmente em Hollywood. 

## Filmografia selecionada
- 2009 - Creation
- 2003 - The Core
- 1999 - Entrapment
- 1997 - The Man Who Knew Too Little
- 1995 - Copycat
- 1993 - Sommersby
- 1990 - Tune in Tomorrow
- 1989 - Queen of Hearts
- 1986 - The Singing Detective (minissérie para a TV)
- 1985 - June and Jennifer Gibbons (documentário para a TV)

## Prêmios e nomeações
- Ganhou o Prêmio da Crítica e o Prêmio do Público no Festival de Deauville, por Tune in Tomorrow (1990).[5]
- Ganhou o Prêmio do Público no Festival de Cinema Policial de Cognac, por Copycat (1995).[6]